# Tmethis pulchripennis
Tmethis pulchripennis är en insektsart som först beskrevs av Jean Guillaume Audinet Serville 1838.  Tmethis pulchripennis ingår i släktet Tmethis och familjen Pamphagidae.

## Underarter
Arten delas in i följande underarter:
- T. p. pulchripennis
- T. p. algerica
- T. p. asiaticus